# Direction technique de l'arbitrage
Cet article concerne un organe de l'arbitrage au football. Pour son pendant et homonyme au jeu d'échecs, voir Arbitre d'échecs.
La Direction Technique de l'Arbitrage (D.T.A.) est une structure de la Fédération française de football (FFF) ayant pour mission la gestion technique des arbitres fédéraux, du corps des arbitres assistants fédéraux et des jeunes arbitres. Elle est créée en septembre 2001 sous la dénomination Direction technique nationale de l'arbitrage (DTNA), puis en septembre 2004, elle prend le nom de Direction Nationale de l'Arbitrage (DNA). Aujourd'hui, à la suite de la réforme de l'arbitrage, elle porte depuis juillet 2013 le nom de D.T.A. et est dirigée par l'ancien arbitre français Antony Gautier depuis janvier 2023.
Depuis le 03 juillet 2024 l'ancien gardien de but Mickaël Landreau a été nommé dans le rôle de conseiller sportif auprès de la direction nationale de l'arbitrage et de porte-parole,.

## Structure et rôle
La Direction Technique de l'Arbitrage comprend différents pôles, observateurs, experts qui sont chargés de la gestion, de l'évaluation, ainsi que de la nomination des arbitres pour les matchs se jouant sous le contrôle de la Ligue de football professionnel (LFP) ainsi que les matchs des compétitions nationales amateurs gérées par la F.F.F. Les membres de la D.T.A. ont en charge la formation des arbitres via des stages et la préparation d'examens annuels que passent l'ensemble des arbitres évoluant en compétition nationale.
La D.T.A. comporte également des commissions chargées des aspects suivants :
- Arbitrage des compétitions professionnelles
- Arbitres assistants
- Développement arbitrage féminin
- Lois du jeu/appels
- Recrutement, détection et fidélisation
- Formation et perfectionnement
- Jeunes arbitres
- Développement de l'arbitrage du football en salle et du football de plage
- Suivi des talents

## Catégories d'arbitres

### Catégories d'arbitres centraux
- arbitre fédéral 1 (F1)
- arbitre fédéral 2 (F2)
- arbitre fédéral 3 (F3)
- arbitre fédéral 4 (F4)
- jeune arbitre de la fédération (JAF)
- arbitre fédérale féminine 1 (FFE1)
- arbitre fédérale féminine 2 (FFE2)

### Catégories d'arbitres assistants
- arbitre assistant fédéral 1 (AF1)
- arbitre assistant fédéral 2 (AF2)
- arbitre assistant fédéral 3 (AF3)
- arbitre assistante fédérale féminine (AFFE)

### Catégories d'arbitres spécifiques
- arbitre fédéral futsal 1 (FFU1)
- arbitre fédéral futsal 2 (FFU2)
- arbitre fédéral beach soccer (FBS)
- arbitre fédéral outre-mer (FOM)

## Listes d'arbitres

### Liste des arbitres internationaux français
| Arbitre           | Année de naissance | Fédéral 1 depuis | Arbitre international depuis | Catégorie UEFA |
| ----------------- | ------------------ | ---------------- | ---------------------------- | -------------- |
| Clément Turpin    | 1985               | 2008             | 2010                         | Elite          |
| Benoît Bastien    | 1983               | 2011             | 2014                         | Elite          |
| François Letexier | 1989               | 2016             | 2017                         | Elite          |
| Ruddy Buquet      | 1977               | 2008             | 2011                         | First          |
| Jérôme Brisard    | 1987               | 2017             | 2018                         | Second         |
| Karim Abed        | 1988               | 2016             | 2018                         | Second         |
| Frank Schneider   | 1979               | 2010             | 2016                         | Second         |
| Nicolas Rainville | 1982               | 2010             | 2013                         | Second         |
| Benoît Millot     | 1982               | 2011             | 2014                         | Second         |
| Amaury Delerue    | 1977               | 2012             | 2015                         | Second         |

### Liste des arbitres fédéraux 1 (F1 non internationaux)
| - Hakim Ben El Hadj - Wilfried Bien - Sébastien Desiage - Stéphanie Frappart | - Johan Hamel - Lionel Jaffredo - Stéphane Jochem | - Stéphane Lannoy - Mikaël Lesage - Jérôme Miguelgorry | - Sébastien Moreira - Frank Schneider |

### Liste des arbitres fédéraux 2 (F2)
| - Florent Batta - Jérôme Brisard - Alexandre Castro - Cédric Cotrel | - Romain Delpech - Didier Falcone - Hamid Guenaoui - Dominique Julien | - William Lavis - Thomas Léonard - Nicolas Rainville - Jérémy Stinat | - Alexandre Perreau-Niel - Yohann Rouinsard - Olivier Thual - Bartolomeu Varela |